# Patrick Ryan (atlet)
Patrick James "Pat" "Paddy" Ryan (4. ledna 1881 Old Pallas – 13. února 1964 Limerick) byl americký atlet původem z Irska, olympijský vítěz v hodu kladivem.
Narodil se v Irsku, kde v roce 1902 získal mistrovský titul v hodu kladivem. V roce 1910 emigroval do USA, kde pracoval jako policista v New Yorku. V roce 1913 vytvořil první oficiální světový rekord v hodu kladivem 57,77 m. Tento rekord platil až do roku 1949.
Na olympiádě v Antverpách v roce 1920 zvítězil v hodu kladivem výrazným rozdílem před švédským závodníkem Carlem Johanem Lindem. Získal také stříbrnou medaili v hodu břemenem. Do Irska se vrátil v roce 1924.